# Bandia
Pour les articles homonymes, voir Bandia (homonymie).
Bandia est un village du Sénégal, située à proximité de la Petite-Côte, au sud de Dakar, appartenant aux communautés rurales de Diass et de Sindia. Il est composé de trois quartiers : Sessène, NDioror et MBambara.

## Géographie

### Population
En 2003 Bandia Sessène comptait 1 058 personnes et 121 ménages, tandis qu'à Bandia Bambara on dénombrait 134 personnes et 15 ménages.
Cette population est constituée essentiellement de Sérères Saafènes Saafi-Saafi.

### Économie
- Réserve de Bandia

## Développement

### Santé
Une case de santé a été construite à Sessène en 1996. Même si ce problème reste toujours d'actualité, la politique gouvernementale conseillant aux habitants de dormir sous moustiquaire imprégnée a permis de réduire significativement les cas de paludisme dans la région.

### Éducation
Le village de Bandia possède une école et une bibliothèque.
Depuis l'été 2009, une classe de préscolaire, préparant les enfants à l'entrée en CI avec des cours en langues saafi a été ouverte à Bandia Sessène par l'Association pour le Développement de la LAngue Saafi (ADLAS), basée à Sébikotane.

## Tourisme
Le village de Bandia dispose d'une réserve importante d'animaux rares visités par un grand nombre de touristes, d'élèves et de familles. Le parc est très accessible à partir de la route nationale N° 1 à proximité des villes côtières de Saly, Mbour et Nianing à 80 kilomètres de Dakar la capitale sénégalaise.